# Машиніма
Маши́німа (англ. Machinima) — різновид відео, створених на основі ігрового рушія відеоігор, а також технологія створення таких відео. Машиніми здатні створювати користувачі домашніх ПК, які не володіють навичками роботи в програмах анімації, використовуючи лише можливості рушія. Машиніма може використовувати як тривимірну так і двовимірну графіку.
Назва розшифровується як утворена від слів machine — машина і cinema — кіно, або від machine — машина і animation — анімація, тобто «машинне кіно» або «машинна анімація». Творці машинім називаються машинімі́стами (англ. machinimists) чи машиніма́торами (англ. machinimators).

## Історія
Прототипом машинім інколи називають рекламні заставки аркадних ігрових автоматів, де гра «гралася» без участі людини.
У грі 1992 року Stunt Island, існувала можливість розставляти віртуальні камери, а отриманий запис редагувати і накладати спецефекти. Масове створення машинім почалося з виходом шутера Doom в 1993 році. Завдяки відділенню рушія гри від її ресурсів, гравці могли конструювати рівні на власний розсуд. Управління діями комп'ютерних персонажів за допомогою скриптів дозволяло перетворити монстрів і персонажів на віртуальних акторів. Doom II вже дозволяла записувати процес проходження гри, а потім демонструвати його іншим користувачам. Після виходу гри Quake створені таким же чином відео отримали назву Quake Movies. У зв'язку з популярністю записів швидкісних проходжень цієї відеогри, гравці стали змагатися у їх видовищності. Прикладом є «Quake Done Quick with a Vengeance», яке можна було відтворити за наявності Quake на комп'ютері. Згодом поширилися власне відео, які можна було відтворити у відеопрогравачі, а не за допомогою гри.
Вважається, що термін «машиніма» вперше був введений в 2000-у році. Його запровадив Х'ю Хенкок, засновник компанії Strange Company і вебсайту machinima.com, присвяченого такого роду відео.
1 квітня 2003 року стався реліз однієї з найвідоміших машиніми Червоні проти синіх (англ. Red vs Blue) від студії Rooster Teeth Production, що приніс їй популярність. Нові серії продовжували виходити більше 18 років потому.
В 2005 році вийшла гра The Movies, гравець виступав в ролі власника кінокомпанії. Вона передбачала створення фільмів різних жанрів з доступними акторами і декораціями. Через два роки, у 2007, було створено машиніму тривалістю, як повнометражний фільм — «Tales of the past III», засновану на World of Warcraft, тривалістю 88 хвилин. В 2012 році Valve випустили програму Source Filmmaker на рушієві Source, що не тільки давала користуватися ресурсами ігор Team Fortress 2, Left 4 Dead 2, Half-Life 2 та інших, а й розширювати можливості їх рушія. Так, наприклад, можна було задавати непередбачені у грі вирази облич. Іншим популярним інструментом від тої ж компанії є Garry's Mod, який дозволяє маніпулювати об'єктами і експериментувати з фізикою.

## Фестивалі
- Machinima Film Festival — щорічний фестиваль Академії мистецтва і науки машиніми (англ. Academy of Machinima Arts & Sciences). Заснований 17 липня 2002 за підтримки NVIDIA, як частина QuakeCon 2002[4].
- Machinima Expo — щорічний міжнародний фестиваль машиніми, заснований в 2008 році. Фестиваль відбувається у листопаді в Інтернеті і в віртуальному світі гри Second Life[5].